# Hidvégi Gábor
Hidvégi Gábor (Budapest, 1956. április 23.) magyar közgazdász, gazdasági vezető. Munkássága során több vállalat vezetésében vett részt. Vezette a budapesti Vidámparkot, a Budapest Airportot, valamint az Alföld Koncessziós Autópálya Zrt. vezérigazgató-helyettese volt. 2010 óta a Fővárosi Közterület-fenntartó Rt. felügyelőbizottságának elnöke.

## Életpályája
1974-ben kezdte meg egyetemi tanulmányait a Marx Károly Közgazdaságtudományi Egyetemen (ma: Budapesti Corvinus Egyetem), ahol 1978-ban szerzett közgazdász diplomát. Ezt követően 1980 és 1984 között a Közgazdasági Továbbképző Intézetben tanult. Diplomájának megszerzését követően az Élelmiszeripari Gépgyár és Szerelő Vállalat (Élgép) létesítménybonyolítója lett, majd 1982-ben a cég igazgatóhelyettesévé nevezték ki. 1986-ban külkereskedelmi vezetője lett az Élgépnek. 1990-ben a Semilab Félvezető-fizikai Laboratórium Rt. gazdasági és kereskedelmi igazgatója volt. 1990 októberében a Magyar Optikai Művek kereskedelmi igazgatójává nevezték ki, majd három hónappal később az egyik kiszervezett vállalat, a Buchmann-MOM Rt. ügyvezető igazgatója, majd vezérigazgatója lett.
A Buchmann-MOM-nál 1997-ig dolgozott, ekkor a Rabobank Befektetési Rt. vagyonkezelési igazgatójaként kezdett el dolgozni. Emellett 1994 és 1995 között az Állami Vagyonkezelő Rt. igazgatóságának elnökhelyettese, illetve 1996-ig az ÁPV Rt. igazgatóságának tagja volt. 1998 és 2002 között a Coloryte Hungary Rt-t vezette vezérigazgatóként. Ezzel párhuzamosan 1999-től több éven át a Budapesti Vidámpark Rt., majd Zrt. elnökeként is tevékenykedett. 2002-ben a ferihegyi repülőteret működtető Budapest Airport Rt. vezérigazgatójává nevezték, erről a pozíciójáról egy évvel később lemondott. 2004-ben az Állami Koncessziós Autópálya Zrt. vezérigazgató-helyettesévé nevezték ki. Itt 2008-ig dolgozott. Azóta saját tanácsadó céget működtet.
A 2010-es önkormányzati választáson a Lehet Más a Politika jelöltjeként indult Budapest VII. kerületében. 2010-től a Fővárosi Közterület-fenntartó Zrt. felügyelőbizottságának elnökeként is tevékenykedik.
Közgazdasági végzettsége mellett a Budapesti Műszaki és Gazdaságtudományi Egyetemen szerzett MBA fokozatot 1999 és 2002 között. Emellett tőzsdei szakvizsgával is rendelkezik.